# Moa, Cuba
Moa là một đô thị và thành phố ở tỉnh Holguín của Cuba.
Mỏ nickel nằm ở Moa đã được khai thác thông qua một công ty liên doanh với Sherritt International.

## Thông tin nhân khẩu
Năm 2004, đô thị Moa có dân số 71.079 người. Diện tích là 730 km² (281,9 mi²), với mật độ dân số là 97,4người/km² (252,3người/sq mi).